# Hélicé (lune)
Pour les articles homonymes, voir Hélicé.
Hélicé est un satellite naturel de Jupiter.

## Caractéristiques physiques
Hélicé est un petit satellite. En supposant qu'il possède un albédo de 0,04 similaire à d'autres satellites de Jupiter, sa magnitude visuelle de 22,6 conduit à un diamètre de 4 km.
Par calcul, la masse d'Hélicé est estimée à environ 8,7 × 1013 kg.

## Orbite
Hélicé appartient au groupe d'Ananké, un groupe de satellites qui orbitent de façon rétrograde autour de Jupiter sur des demi-grands axes compris entre 19 300 000 et 22 700 000 km, des inclinaisons de 145,7 à 154,8° par rapport à l'équateur de Jupiter et des excentricités entre 0,02 et 0,28.

Diagramme illustrant l'orbite des satellites irréguliers de Jupiter. Le groupe d'Ananké est visible sur le centre-gauche.
Diagramme illustrant l'inclinaison des membres du groupe d'Ananké en fonction du demi-grand axe.

## Historique

### Découverte
Hélicé fut découvert en 2003 par S. Sheppard, D. Jewitt, J. Kleyna, Y. Fernández et H. Hsieh. Sa découverte fut annoncée le 4 mars 2003 en même temps que celle de six autres satellites de Jupiter.

### Dénomination
Hélicé porte le nom d'Hélicé, personnage de la mythologie grecque ; Hélicé était l'une des nymphes qui élevèrent Zeus enfant. En récompense, elle fut changée en constellation et devint la Grande Ourse.
Hélicé reçut son nom définitif le 30 mars 2005, en même temps que neuf autres satellites de Jupiter. Avant cela, sa désignation provisoire était S/2003 J 6, indiquant qu'il fut le 6e satellite de Jupiter imagé pour la première fois en 2003.